# スパイロ・ジャイラ
スパイロ・ジャイラ（Spyro Gyra）は、1974年にアメリカで結成されたフュージョン・グループである。代表曲に「モーニング・ダンス」などがある。
現在までに20枚以上のアルバムを出し、1000万枚以上を売り上げ、フュージョン系バンドとしてはもっとも成功を収めたグループの一つであるといわれる。

## 来歴
ニューヨーク州最北端の都市バッファローにて、リーダーでサックス奏者のジェイ・ベッケンスタインが、地元仲間であったキーボード奏者のジェレミー・ウォールらとのセッションを経て、1974年にバンドとして旗揚げした。グループ名は、ベッケンスタインが学生時代の生物の授業で覚えた「spirogyra（アオミドロ）」を、あるバーのオーナーが「Spyro Gyra」と綴りを間違えて書いたことに由来する。
1977年、キーボード奏者のトム・シューマン、ヴィブラフォン奏者のデイヴ・サミュエルズ等と共にファースト・アルバム『スパイロ・ジャイラ』をAmherst Recordsよりリリース。初回プレスはわずか500枚であったが、反響を呼び20万枚を超すヒットとなった。1979年になり、セカンド・アルバム『モーニング・ダンス』を発表した。ビルボードのポップチャートを上昇し、販売枚数70万枚以上を記録した。ゴールド・ディスクも獲得し、バンドの代表作となった。タイトル曲はカリプソ調の曲である。このアルバムにはブレッカー・ブラザーズが参加した曲も収められた。
1990年代に入り、スムーズジャズと呼ばれる動きが盛んであった頃でも、彼らの音楽はR&B、ファンク、ポップスなどからの影響をとどめており、スムーズジャズよりもジャズ的であると言われる。即興性よりも曲調に主眼を置いた作風が多く、彼らの全盛期である1970年代末 - 1980年代に出されたアルバムにラテン調の明るい曲が多かったことも手伝って、「軽い音楽」という評価も見られるが、ライブでの技術も含めたメンバーの音楽性自体は高い。
メンバーの入れ替わりを経て、リーダーのベッケンスタインや、作曲担当以外のメンバーは、結成当初とは大きく異なったが、アルバムを定期的に発表し続けている。

## ディスコグラフィ

### スタジオ・アルバム
- 『スパイロ・ジャイラ』 - Spyro Gyra (1977年、GRP)
- 『モーニング・ダンス』 - Morning Dance (1979年、GRP)
- 『キャッチング・ザ・サン』 - Catching the Sun (1980年、GRP)
- 『カルナヴァル』 - Carnaval (1981年、GRP)
- 『フリータイム』 - Freetime (1982年、GRP)
- 『遙かなるサンファン』 - Incognito (1983年、GRP)
- 『シティ・キッズ』 - City Kids (1984年、GRP)
- 『オルタナティング・カレンツ』 - Alternating Currents (1985年、GRP)
- 『ブレイクアウト』 - Breakout (1986年、GRP)
- 『言葉のない物語』 - Stories Without Words (1987年、GRP)
- 『ライツ・オブ・サマー』 - Rites of Summer (1988年、GRP)
- 『ポイント・オブ・ヴュー』 - Point Of View (1989年、GRP)
- 『ファスト・フォワード』 - Fast Forward (1990年、GRP)
- 『スリー・ウィッシズ』 - Three Wishes (1992年、GRP)
- 『ドリームス・ビヨンド・コントロール』 - Dreams Beyond Control (1993年、GRP)
- 『ラヴ・アンド・アザー・オブセッションズ』 - Love and Other Obsessions (1995年、GRP)
- 『ハート・オブ・ザ・ナイト』 - Heart of the Night (1996年、GRP)
- 『20/20』 - 20/20 (1997年、GRP)
- 『ゴット・ザ・マジック』 - Got the Magic (1999年、Windham Hill)
- 『イン・モダン・タイムズ』 - In Modern Times (2001年、Heads Up)
- 『オリジナル・シネマ』 - Original Cinema (2003年、Heads Up)
- 『ザ・ディープ・エンド』 - The Deep End (2004年、Heads Up)
- 『ラップト・イン・ア・ドリーム』 - Wrapped in a Dream (2006年、Heads Up)
- 『グッド・トゥ・ゴー・ゴー』 - Good to Go-Go (2007年、Heads Up)
- 『ア・ナイト・ビフォア・クリスマス』 - A Night Before Christmas (2008年、Heads Up)
- 『ダウン・ザ・ワイアー』 - Down the Wire (2009年、Heads Up)
- A Foreign Affair (2011年、Crosseyed Bear)
- The Rhinebeck Sessions (2013年、Crosseyed Bear)
- Vinyl Tap　（2019年、 Amherst Records）

### ライブ・アルバム
- 『ライヴ・イン・フロリダ』 - Access All Areas (1986年、GRP)
- 『ロード・スコラーズ』 - Road Scholars (1998年、GRP)

### コンピレーション・アルバム
- 『スパイロ・ジャイラ・コレクション』 - Collection (1991年、GRP)
- 『ベスト・オブ・スパイロ・ジャイラ』 - Collection II - The Best of Spyro Gyra (1998年、GRP)
- 『ヴェリー・ベスト・オブ・スパイロ・ジャイラ』 - The Very Best of Spyro Gyra (2002年、GRP)